# Bemowo

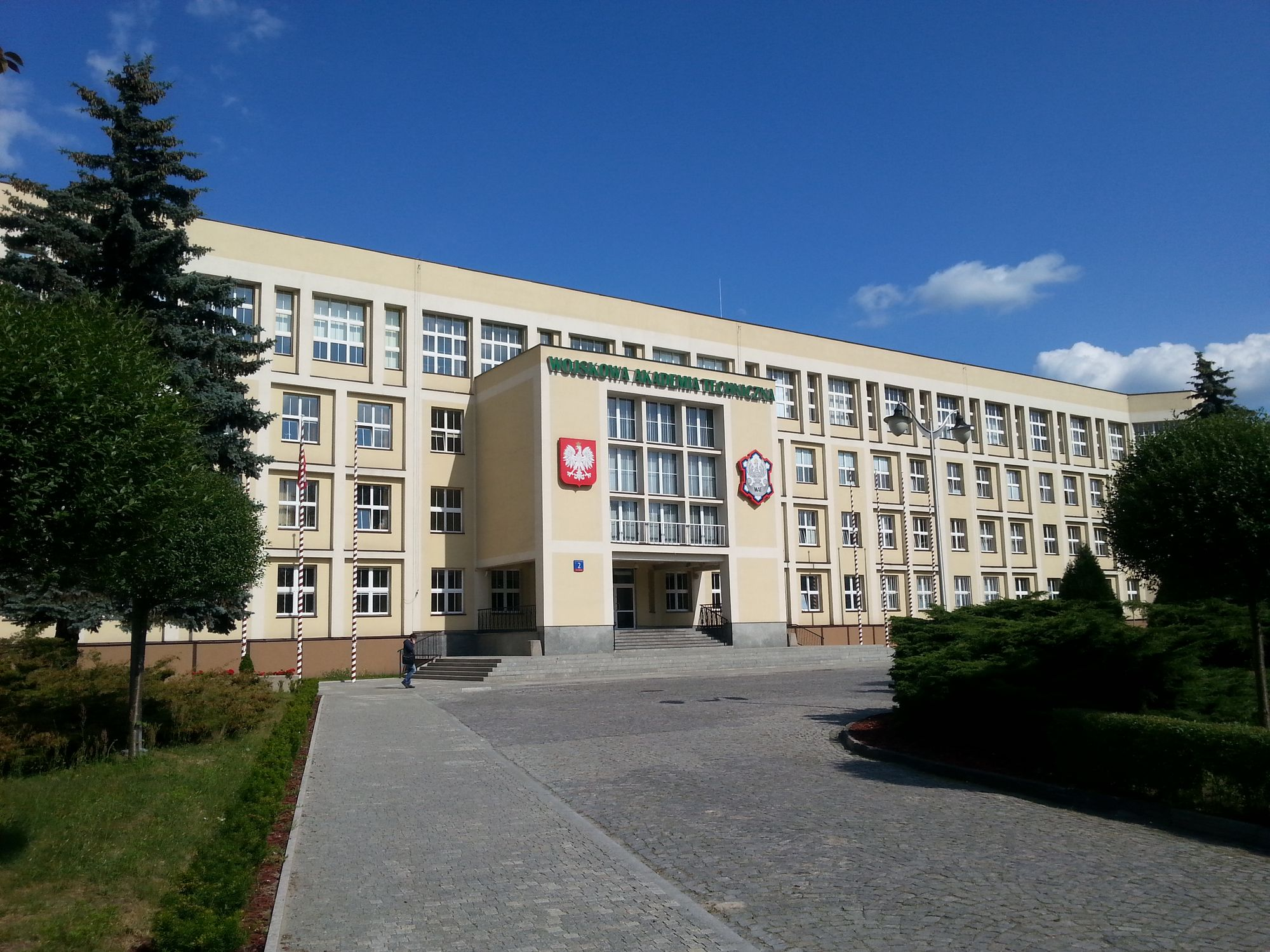
Wojskowa Akademia Techniczna im. Jarosława Dąbrowskiego

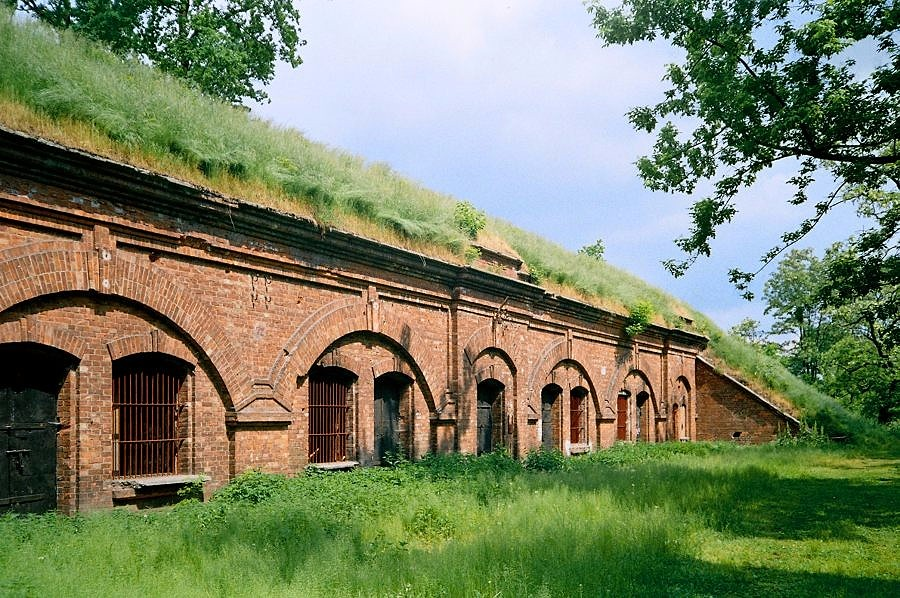
Fort Bema

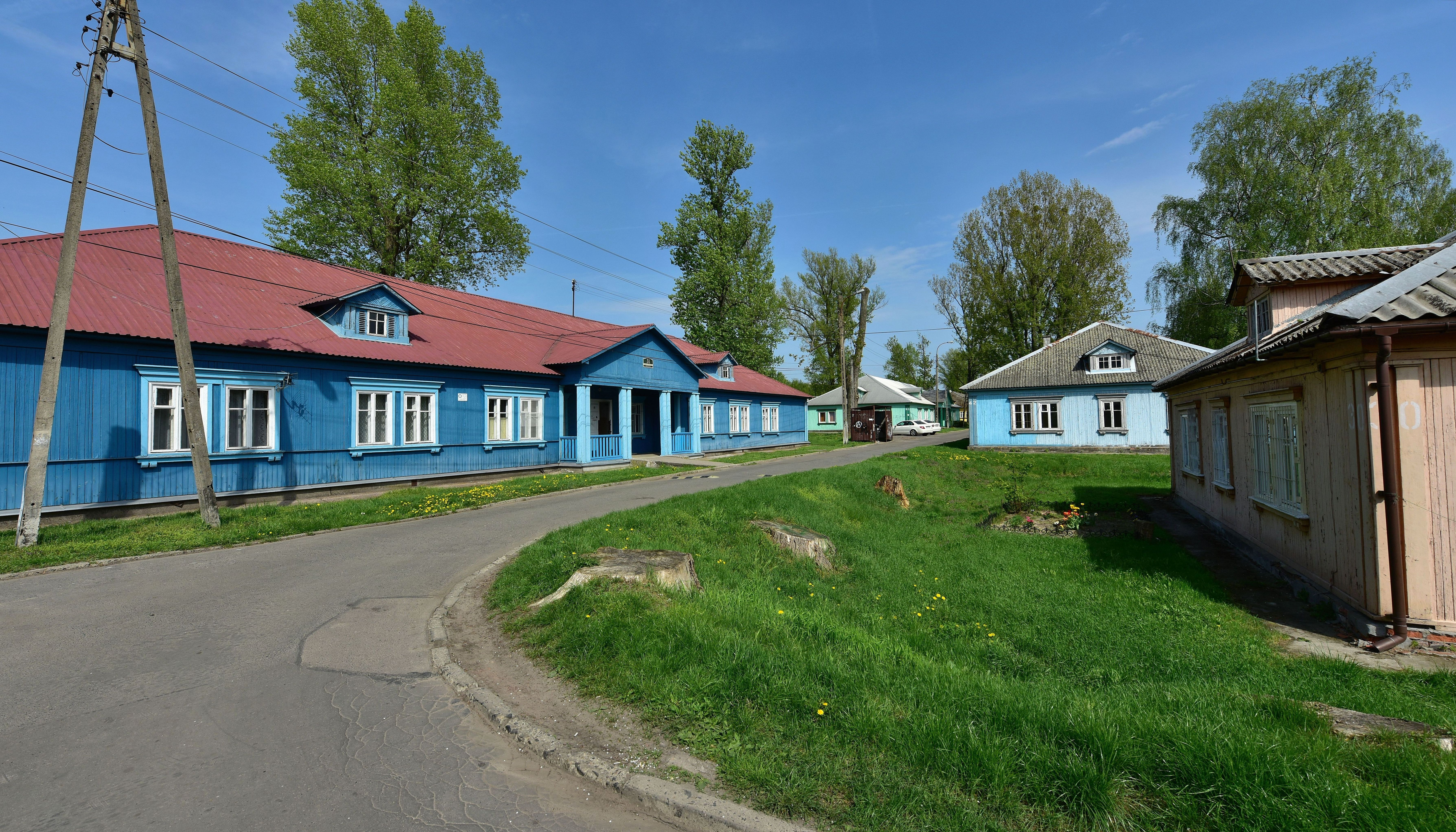
Osiedle Przyjaźń na Jelonkach

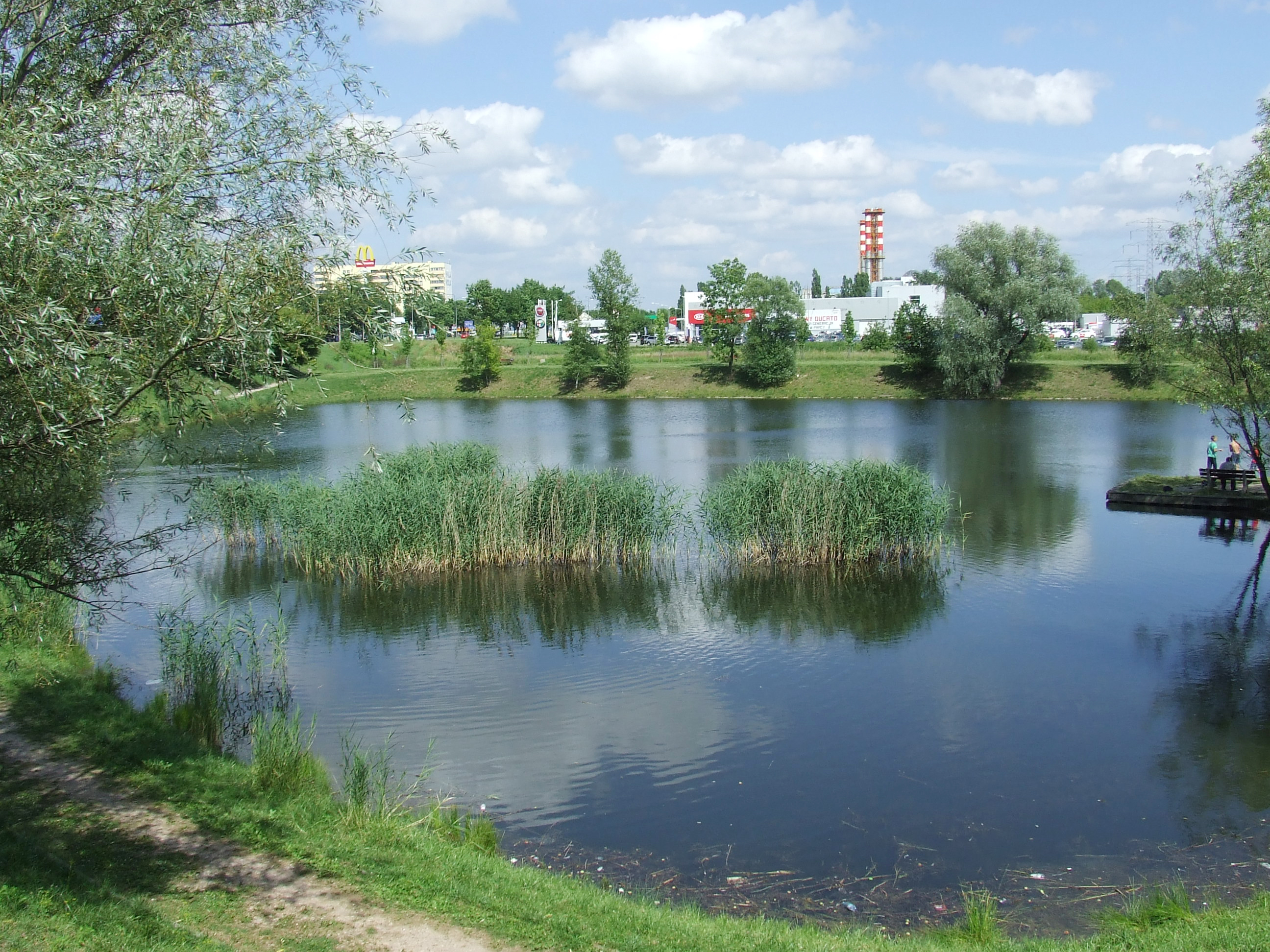
Glinianki Sznajdra

Bemowo – dzielnica Warszawy, położona w lewobrzeżnej części miasta. Jest jedną z 18 jednostek pomocniczych m.st. Warszawy.

## Nazwa
Nazwa dzielnicy, odnosząca się pierwotnie do znajdującego się tam osiedla, została wprowadzona po II wojnie światowej w miejsce jego pierwotnej nazwy „Boernerowo”. Nawiązuje do fortu Bema. Z kolei fort został przemianowany w 1921 w celu upamiętnienia Józefa Bema.
Nazwa „Boernerowo” została przywrócona w 1987 jako nazwa starej części Bemowa.

## Informacje ogólne
Bemowo graniczy:
- od zachodu z powiatem warszawskim zachodnim
- od północy z dzielnicami Bielany i Żoliborz
- od wschodu z dzielnicą Wola
- od południa z dzielnicami Włochy i Ursus.

## Podział
Według Miejskiego Systemu Informacji Bemowo dzieli się na obszary:
- Lotnisko
- Fort Radiowo
- Boernerowo
- Bemowo-Lotnisko
- Fort Bema
- Groty
- Górce
- Chrzanów
- Jelonki Północne
- Jelonki Południowe.

Podział ten został opracowany na podstawie mapki będącej załącznikiem do Uchwały Nr XIX/100/97 Rady Gminy Warszawa-Bemowo z dnia 11 grudnia 1997 r. w uzgodnieniu z dzielnicą Bemowo.

## Rada Dzielnicy
| Ugrupowanie                               | Kadencja 2002-2006 | Kadencja 2006-2010 | Kadencja 2010-2014 | Kadencja 2014-2018 | Kadencja 2018-2024        |
| ----------------------------------------- | ------------------ | ------------------ | ------------------ | ------------------ | ------------------------- |
| Sojusz Lewicy Demokratycznej              | 11 (SLD-UP)        | 5 (LiD)            | 3                  | –                  |                           |
| Platforma Obywatelska                     | 4                  | 9                  | 14                 | 7                  | 11 (Koalicja Obywatelska) |
| Prawo i Sprawiedliwość                    | 8                  | 6                  | 5                  | 7                  | 5                         |
| Wspólnota Samorządowa Nasze Miasto        | -                  | 3                  | 3                  | –                  | –                         |
| Jarosław Dąbrowski burmistrzem Dla Bemowa | –                  | –                  | –                  | 9                  | 9                         |
| Bemowska Wspólnota Samorządowa            | –                  | –                  | –                  | 2                  | 9                         |

## Ważniejsze obiekty
- Biblioteka Publiczna w Dzielnicy Bemowo m.st. Warszawy
- Stacja metra Bemowo
- Park Leśny „Bemowo”
- Park Górczewska
- Lotnisko Babice oraz lądowisko Babice
- Wojskowa Akademia Techniczna im. Jarosława Dąbrowskiego
- Forty – kilka fortów dawnej Twierdzy Warszawa, wzniesionej w okresie zaborów przez władze carskiej Rosji pod koniec XIX w., z czego trzy zostały wpisane do rejestru zabytków:
  - Fort Bema, ul. Powązkowska, 1886-90, nr rej.: A-800 z 19.05.2008[13]
  - Fort Blizne, ul. Lazurowa, 2 poł. XIX, nr rej.: 10-A z 24.05.2001[13]
  - Fort Chrzanów, ul. Kopalniana 3, 1883-90, 1909, nr rej.: A-739 z 29.03.2006[13]
  - Fort Babice, ul. Radiowa
- Transatlantycka Centrala Radiotelegraficzna
- Aleja Lipowa przy ul. Mory
- Zabytkowa willa przy ul. Połczyńskiej 59 (tzw. willa Sznajdra)
- Ciepłownia Wola
- Instytut Energetyki
- Wojskowe Zakłady Lotnicze nr 1
- Instytut Fizyki Plazmy i Laserowej Mikrosyntezy im. Sylwestra Kaliskiego

### Wojsko
Dzielnica Bemowo jest związana z Wojskiem Polskim. Lotnisko Babice skupia wokół siebie wiele jednostek wojskowych, a także WAT, instytut badawczy i zakłady WZL. W przeszłości na terenie Fortu Bema działały Zakłady Amunicyjne nr 1, a teren przyległy do fortu zajmował wojskowy klub sportowy CWKS Legia. W okresie II wojny światowej powstało tam lotnisko o twardej nawierzchni i w okresie PRL działały tu takie jednostki jak Nadwiślańskie Jednostki Wojskowe: 103 Pułk Lotniczy (JW 1159), 3 Pułk Zabezpieczenia (JW 2621), Samodzielna Stacja Naprawcza i 3 Łużycka Dywizja Artylerii Obrony Powietrznej Kraju.
Obecnie na Bemowie funkcjonują takie jednostki jak: Dowództwo Operacyjne Sił Zbrojnych, 3 Warszawska Brygada Rakietowa Obrony Powietrznej oraz Centrum Reagowania Epidemiologicznego.

## Miasta partnerskie
- Óbuda (Węgry)
- Solna (Szwecja)